# Drusenheim
Drusenheim is een gemeente in het Franse departement Bas-Rhin (regio Grand Est). De plaats maakt deel uit van het arrondissement Haguenau-Wissembourg. Drusenheim telde op 1 januari 2022 5.357 inwoners.

## Geografie
De oppervlakte van Drusenheim bedroeg op 1 januari 2022 15,73 vierkante kilometer; de bevolkingsdichtheid was toen 340,6 inwoners per km².

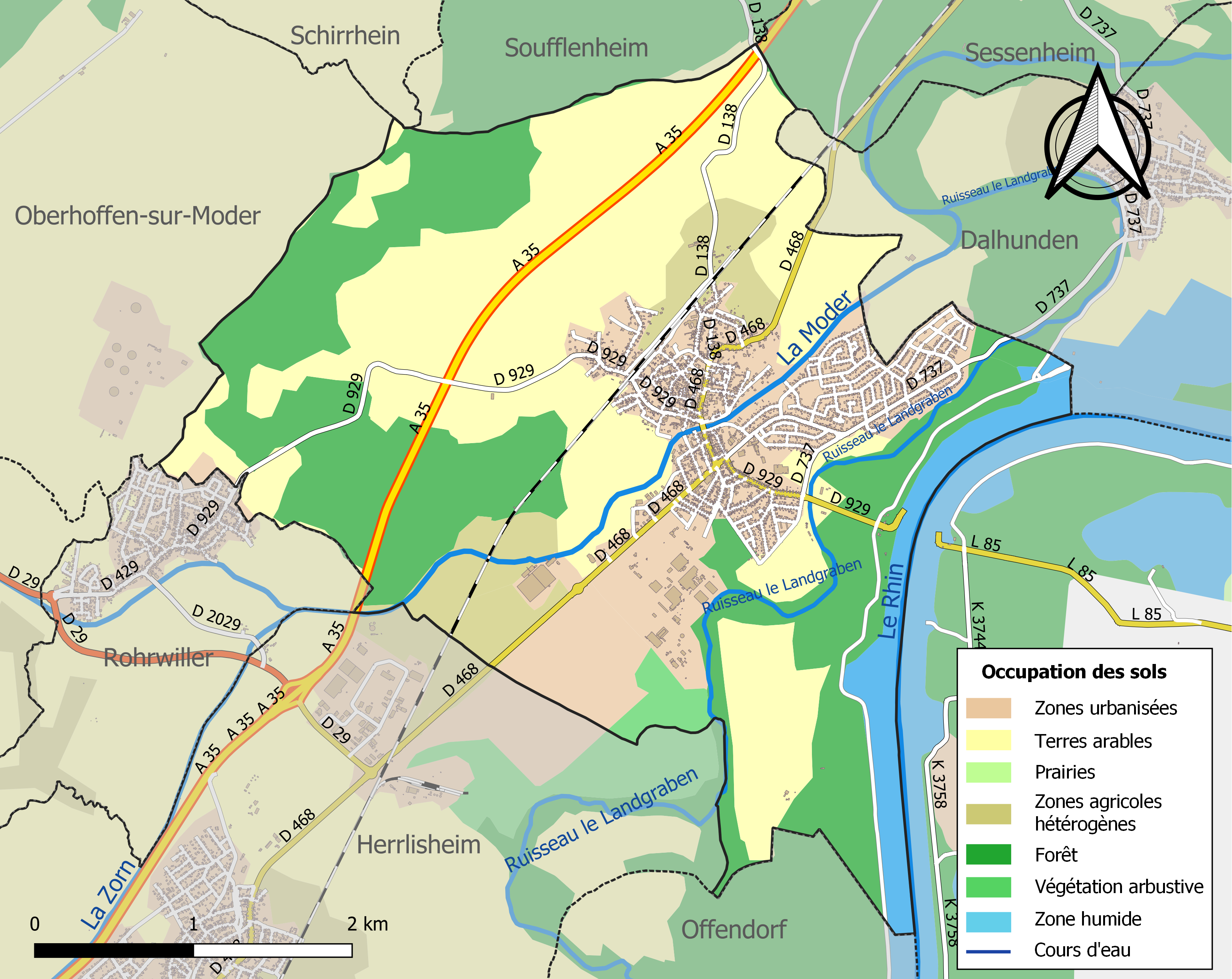
Kaart van de gemeente met de belangrijkste infrastructuur, bodemgebruik en omliggende gemeenten

## Demografie
Onderstaande figuur toont het verloop van het inwonertal (bron: INSEE-tellingen).